# Pańczyszyny
Pańczyszyny (ukr.  Панчишини) – wieś na Ukrainie w rejonie lwowskim obwodu lwowskiego.
Znajduje się tu przystanek kolejowy Pańczyszyny, położony na linii Lwów – Rawa Ruska – Hrebenne.
Do 2020 w rejonie żółkiewskim.